# Commandement des écoles de la Gendarmerie nationale
Vous pouvez aider à l'améliorer ou bien discuter des problèmes sur sa page de discussion.
- Il ne cite pas suffisamment ses sources. Vous pouvez indiquer les passages à sourcer avec {{référence nécessaire}} ou {{Référence souhaitée}}, et inclure les références utiles en les liant aux notes de bas de page. (Marqué depuis avril 2024)
- Certaines informations devraient être mieux reliées aux sources mentionnées dans la bibliographie ou les liens externes. Améliorez sa vérifiabilité en les associant par des références. (Marqué depuis avril 2024)

- Archive Wikiwix
- Bing
- Cairn
- DuckDuckGo
- E. Universalis
- Gallica
- Google
- G. Books
- G. News
- G. Scholar
- Persée
- Qwant
- (zh) Baidu
- (ru) Yandex
- (wd) trouver des œuvres sur Wikidata

Le commandement des écoles de la Gendarmerie nationale - CEGN - est placé sous l'autorité d'un officier général et relève directement du directeur général de la Gendarmerie nationale.
Le commandement des écoles de la gendarmerie nationale est chargé de recruter et former les futurs gendarmes et les gendarmes tout au long de leur carrière.

## Historique
Le commandement des écoles de la Gendarmerie nationale a été créé par décret le 18 juillet 1959.
Depuis le 7 octobre 2004, il est situé dans l'ancienne préfecture maritime et Hôtel de la Marine de Rochefort, en Charente-Maritime. Auparavant, il était situé à Maisons-Alfort.

## Missions du commandement des écoles de la Gendarmerie
- Recruter : le CEGN pilote le recrutement des candidats gendarmerie en assurant la sélection et les concours et en animant l'action de la chaîne de recrutement.

- Former : il anime et coordonne les 8 écoles de formation initiale pour officiers, sous-officiers et volontaires et les 15 centres de formation spécialisée et de perfectionnement.

## Les écoles et les centres de formation
Le CEGN  a 25 écoles et centres de formation sous son commandement :
- 8 écoles de gendarmerie :
  - l'Académie militaire de la gendarmerie nationale (AMGN) à Melun
  - l'école de gendarmerie de Châteaulin
  - l’école de gendarmerie de Chaumont
  - l'école de gendarmerie de Dijon
  - l'école de gendarmerie de Fontainebleau
  - l'école de gendarmerie de Montluçon
  - l'école de gendarmerie de Rochefort
  - l'école de gendarmerie de Tulle

- 15 centres de formation continue et spécialisée :
  - le centre d'enseignement militaire supérieur de la gendarmerie - CEMSG - à Melun
  - le centre national d'entraînement des forces de gendarmerie - CNEFG - à Saint-Astier
  - le centre national de formation du corps de soutien technique et administratif de la gendarmerie – CNFCSTAGN – à Rochefort
  - le centre de formation opérationnelle par la simulation numérique - CFOSN - à Melun
  - le centre national de formation à l'international et aux langues de la Gendarmerie - CNFLIG - à Rochefort
  - le centre national de formation de police judiciaire - CNFPJ - à Rosny-sous-Bois
  - le centre national de formation au renseignement opérationnel - CNFRO - à Rosny-sous-Bois
  - le centre national de formation au secourisme - CNFS - à Fontainebleau
  - le centre national de formation des systèmes d'information et de communication de la gendarmerie - CNFSICG - à Rosny-sous-Bois
  - le centre national de formation à la sécurité publique - CNFSP - à Dijon
  - le centre national de formation à la sécurité routière - CNFSR - à Fontainebleau
  - le centre national d'instruction cynophile de la Gendarmerie - CNICG - à Gramat
  - le centre national d'instruction nautique de la Gendarmerie - CNING - à Antibes
  - le centre national d’instruction de ski et d’alpinisme de la Gendarmerie - CNISAG -  à Chamonix
  - le centre de production multimédia de la Gendarmerie nationale - CPMGN - à Limoges
- Un centre de recherche de l'AMGN - CRGN - à Melun
- Un centre national d'assistance aux utilisateurs - CNAU - à Rochefort

Chaque année, 12 000 gendarmes sont recrutés et formés en école de gendarmerie.
Près de 21 000 stagiaires en formation continue avec 1 600 actions de formation et 2 700 modules d'enseignement à distance.